# Oostdijk (Hulst)
Oostdijk is een buurtschap in de Nederlandse gemeente Hulst, voorheen in de gemeente Hengstdijk. De buurtschap ligt ten oosten van het dorp Hengstdijk en ten westen van Kuitaart. Oostdijk bestaat uit enkele huizen lang de Sint Josephstraat. Deze straat heette voorheen Oostdijk, waar aan de buurtschap haar naam dankt. Toen de gemeente Hengstdijk in 1936 werd samengevoegd met onder andere de gemeente Hontenisse tot de nieuwe gemeente Vogelwaarde werd de naam van de straat veranderd in Sint Josephstraat. Dit gebeurde om verwarring met de andere Oostdijk in Hontenisse te voorkomen. Sindsdien is de naam van de buurtschap in vergetelheid geraakt. De site van het dorp Hengstdijk noemt het gehucht nog wel, maar een plaatsbeschrijving ontbreekt. Ten zuiden van de buurtschap ligt de kreek De Vogel.
De postcode van de buurtschap is 4585, de postcode van Hengstdijk.
Stad: Hulst

Dorpen: Clinge · Graauw · Heikant · Hengstdijk · Kapellebrug · Kloosterzande · Kuitaart · Lamswaarde · Nieuw-Namen · Ossenisse · Sint Jansteen · Terhole · Vogelwaarde · Walsoorden

Buurtschappen: Absdale · Baalhoek · Boschkapelle · Catalijnenweg · Delft · Drie Hoefijzers · Duivenhoek · De Eek · Emmadorp · Fluitershoek · Groenendijk · Halfeind · Hoefkesdijk · Hoek en Bosch · 't Hoekje · 't Jagertje · Kalverdijk · Kampen · Kamperhoek · Keizerrijk · De Knapaf/Droogedijk · Knuitershoek · Koelewei · Koningsdijk · De Kraai · Krabbenhoek · Kreverhille · Kruisdorp · Kruispolderhaven · Kruisweg · Het Lammetje · Luntershoek · Margret · Margretschedijk · Molenhoek · Molenhoek · Muggenhoek (deels) · Noordstraat · Het Oliekot · Oostdijk · Ossenhoek · Oude Kaai · Oudemolen · Oude Stoof · Paal · Patrijzendijk · Patrijzenhoek · Pauluspolder · Perkpolder · Prosperdorp · De Rape · Roskam · Roverberg · Ruischendegat · Rustwat · Saswijk · Schapershoek · Scheldevaartshoek · Schuddebeurs · Sluis/Drie Gezusters · Statenboom · Stoppeldijk (Rapenburg) · Stoppeldijkveer (deels) · Strooienstad · Tasdijk · Tivoli · Tragel · Verkorting · Vijfhoek · Vogelfort · Walenhoek · Zandberg · Zeedorp · Zeegat

Historische plaatsen: Boerenmagazijn · Eekenissepolder · Klein Kuitaart · Vitshoek

Zeeland: Steden en dorpen in Zeeland      Nederland: Provincies · Gemeenten